# Repaglinid
Repaglinid je organsko jedinjenje, koje sadrži 27 atoma ugljenika i ima molekulsku masu od 452,586 .

## Osobine
| Osobina                  | Vrednost |
| ------------------------ | -------- |
| Broj akceptora vodonika  | 5        |
| Broj donora vodonika     | 2        |
| Broj rotacionih veza     | 10       |
| Particioni koeficijent ( | 5,3      |
| Rastvorljivost (logS, log(mol/L))       | -6,8     |
| Polarna površina (PSA, Å2)  | 78,9     |

## Primena u lečenju šećerna bolesti[7]
Repaglinidi se primarno primenjeni u kod tip 2 šećerne bolesti. Kod bolesnika sa šećernom bolešću oni smanjuju vrednosti šećera u krvi, stimulišući sekreciju insulina vezivanjem za specifične receptore u membrani ćelija gušterače.
Kontraindikacije: Tip 1 šećerna bolest, trudnoća, dojenje, ketoacidoza, teška oštećenja jetre i bubrega, akutna infektivna
stanja, trauma, koma, akutni infarkt miokarda, bolesnici mlađi od 18 godina i stariji od 75 godina.
Neželjeni efekti: Mučnina, povraćanje, bol u trbuhu, proliv, zatvor, alergijske reakcije uz osip po koži, retko porast jetrenih enzima.
Interakcije:
- Lekovi koji pojačavaju dejstvo repaglinida su: ACE inhibitori, neselektivni blokatori, salicilati, anabolni steroidi, alkohol, antibiotici (eritromicin, klaritromicin), antimikotici, nesteroidni antiinflamatorni lijekovi.
- Lekovi koji smanjuju dejstvo repaglinida su: oralni kontraceptivi, kortikosteroidi, tireoidni hormoni, barbiturati, troglitazon.

Neki od registrovanih repaglinida
- NOVONORM tbl. od 0,5 mg., pakovanje 90 tbl.(Novo Nordisk),
- NOVONORM tbl. od 1 mg., pakovanje 90 tbl.(Novo Nordisk),
- NOVONORM tbl. od 2 mg., pakovanje 90 tbl.(Novo Nordisk).

## Literatura
- Hardman JG, Limbird LE, Gilman AG (2001). Goodman & Gilman's The Pharmacological Basis of Therapeutics (10. изд.). New York: McGraw-Hill. ISBN 0071354697. doi:10.1036/0071422803.
- Thomas L. Lemke; David A. Williams, ур. (2007). Foye's Principles of Medicinal Chemistry (6. изд.). Baltimore: Lippincott Willams & Wilkins. ISBN 0781768799.

## Spoljašnje veze
|  | Molimo Vas, obratite pažnju na važno upozorenje u vezi sa temama iz oblasti medicine (zdravlja). |